# Індраніл Сенгупта
Індраніл Сенгупта (нар. 8 вересня 1974) — індійський актор кіно і телебачення, модель.
Найвідомішим роботи включають фільми Автограф (2010), Kahaani (2012) та Mishawr Rawhoshyo (2013).
Сенгупта виріс і здобув освіту в Колката, Індія. У кіно працює в містах Калькутта, Дакка і Мумбаї.